# Journal of Natural History
El Journal of Natural History es una revista científica publicada por Taylor & Francis que se centra en la entomología y la zoología. La revista fue fundada en 1841 bajo el nombre de Annals and Magazine of Natural History (Ann. Mag. Nat. Hist.) y obtuvo su nombre actual en 1967. La revista se formó por la fusión de la Magazine of Natural History (1828-1840) y la revista Annals of Natural History (1838–1840; previamente la Magazine of Zoology and Botany, 1836–1838).
En septiembre de 1855, los Annals and Magazine of Natural History publicó "On the Law Which has Regulated the Introduction of Species" ("Sobre la ley que ha regulado la introducción de especies"), un documento que Alfred Russel Wallace había escrito mientras trabajaba en el estado de Sarawak en la isla de Borneo, en febrero de ese año. En este trabajo se reunieron y se enumeran las observaciones generales sobre la distribución geográfica y geológica de las especies ( biogeografía ). La conclusión de que "Cada especie ha llegado a existir coincidiendo en espacio y tiempo con especies muy afines" ha llegado a ser conocido como la "Ley de Sarawak". El documento fue aclamado por Edward Blyth y sacudió el pensamiento de Charles Lyell. Ambos aconsejaron a Charles Darwin del documento, y se piensa que perdió su importancia, por la preocupación de Lyell en dar prioridad en seguir adelante hacia la publicación de la teoría de Darwin.